# Selkä-Reposaari (ö i Lappland)
Selkä-Reposaari är en ö i Finland. Den ligger i sjön Enare träsk och i kommunen Enare i den ekonomiska regionen Norra Lappland och landskapet Lappland, i den norra delen av landet, 1 000 km norr om huvudstaden Helsingfors. Öns area är 61 hektar och dess största längd är 1,2 kilometer i sydöst-nordvästlig riktning.